# Дзіковиці
Дзіковиці (пол. Dzikowice, нім. Ebersdorf) — село в Польщі, у гміні Шпротава Жаґанського повіту Любуського воєводства.
Населення — 527 осіб (2011).
У 1975-1998 роках село належало до Зеленогурського воєводства.

## Демографія
Демографічна структура станом на 31 березня 2011 року:
|          | Загалом | Допрацездатний вік | Працездатний вік | Постпрацездатний вік |
| -------- | ------- | ------------------ | ---------------- | -------------------- |
| Чоловіки | 265     | 61                 | 173              | 31                   |
| Жінки    | 262     | 43                 | 150              | 69                   |
| Разом    | 527     | 104                | 323              | 100                  |